# راوارا باراتيني
راوارا باراتيني (بالإنجليزية: Rawiri Paratene)‏ هو كاتب وكاتب سيناريو وممثل نيوزلندي، ولد في 1954 في نيوزيلندا.

## وصلات خارجية
- راوارا باراتيني على موقع IMDb (الإنجليزية)
- راوارا باراتيني على موقع قاعدة بيانات الفيلم (الإنجليزية)